# إيرين سارداللو
إيرين سارداللو (بالإنجليزية: Erin Cardillo)‏ هي ممثلة أمريكية، ولدت في 17 فبراير 1977 في الولايات المتحدة.

## أعمال

### مسلسلات
- كاسل
- كيف قابلت أمكما
- هاواي فايف أو

## وصلات خارجية
- إيرين سارداللو على موقع IMDb (الإنجليزية)
- إيرين سارداللو على موقع ألو سيني (الفرنسية)
- إيرين سارداللو على موقع أول موفي (الإنجليزية)
- إيرين سارداللو على موقع قاعدة بيانات الفيلم (الإنجليزية)
- إيرين سارداللو على موقع كينوبويسك (الروسية)